# Antocha pallidella
Antocha pallidella là một loài ruồi trong họ Limoniidae. Chúng phân bố ở miền Cổ bắc.